# Stanka Slatewa
Stanka Slatewa Christowa (bulgarisch Станка Златева Христова, * 1. März 1983 in Kruschare bei Sliwen) ist eine bulgarische Ringerin. Sie wurde in ihrer  Laufbahn fünfmal Weltmeisterin, sechsmal Europameisterin und gewann bei den Olympischen Spielen 2008 in Peking und 2012 in London jeweils eine Silbermedaille in der Gewichtsklasse bis 72 kg Körpergewicht.

## Werdegang

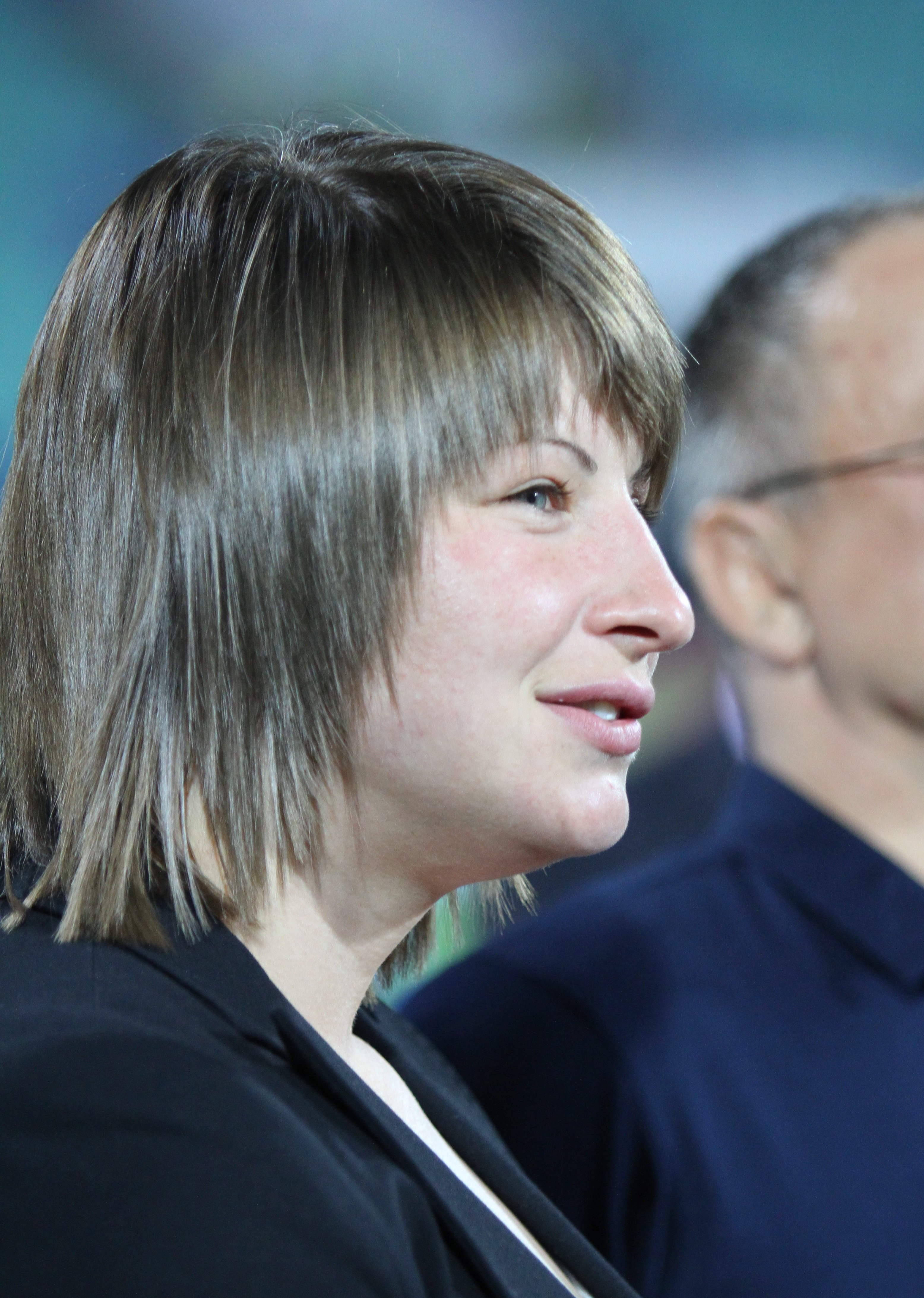

Stanka Slatewa Christowa begann als Jugendliche im Jahre 1997 im Kyustendil Sport Club mit dem Ringen. Später wechselte zum Sportclub Lewski Sofia. Ihr erster Trainer war Demir Demirew. Weitere Trainer, denen sie viel zu verdanken hat, sind bzw. waren Waleri Raitschew, Ognan Raitschew und Simeon Schterew. Sie ist eine untersetzte, nur 1,63 Meter große Ringerin, die bei einer hervorragenden Technik vor allem durch ihre Kraft und Schnelligkeit beeindruckt. Ihre großen Erfolge erzielte sie alle in der beim Damenringen schwersten Gewichtsklasse, nämlich der bis 72 kg Körpergewicht.
Ihren ersten Start bei einer internationalen Meisterschaft absolvierte sie im Jahre 1999. Sie belegte dabei bei der Junioren-Europameisterschaft in Budapest in der Gewichtsklasse bis 63 kg den 7. Platz. Siegerin bei dieser Meisterschaft wurde Anita Schätzle aus Deutschland. Anita Schätzle war in den folgenden Jahren dann eine der Hauptkonkurrentinnen von Stanka Slatewa Christowa bei den internationalen Meisterschaften. Bis zum Jahre 2005 scheiterte Stanka Slatewa Christowa dabei immer wieder an dieser Ringerin, erst ab 2006 konnte sie diese besiegen.
Ihre erste Medaille bei einer internationalen Meisterschaft gewann Stanka Slatewa Christowa bei der Junioren-Europameisterschaft der Altersgruppe Kadetten (bis zum 16. Lebensjahr) in Lodz. Hier wurde sie in der Gewichtsklasse bis 65 kg hinter Jelena Perepelkina aus Russland zweite Siegerin. Weitere Medaillen im Juniorenbereich gewann sie im Jahre 2000 mit einem 2. Platz bei der Junioren-Europameisterschaft (Cadets) in Bratislava, mit dem 1. Platz bei der Junioren-Europameisterschaft 2002 in Tirana in der Gewichtsklasse bis 68 kg und mit dem 2. Platz bei der Junioren-Weltmeisterschaft 2003 in Istanbul in der Gewichtsklasse bis 72 kg Körpergewicht, wo sie im Finale der Chinesin Yanfang Li unterlag.
Im Jahre 2001 startete sie als Achtzehnjährige erstmals bei einer internationalen Meisterschaft bei den Damen. Sie musste dabei bei der Europameisterschaft in Budapest in der Gewichtsklasse bis 68 kg allerdings noch gehöriges Lehrgeld bezahlen, denn sie verlor ihre beiden Kämpfe gegen Lise Legrand aus Frankreich und gegen Lotta Andersson aus Schweden und belegte nur den 11. und letzten Platz. Bei der Weltmeisterschaft dieses Jahres in Sofia unterlag sie in der gleichen Gewichtsklasse gegen Anita Schätzle, feierte aber anschließend im Kampf gegen Norie Saito aus Japan ihren ersten Sieg im Damenbereich. Sie belegte damit den 7. Platz.
In den nächsten Jahren erreichte sie bei den internationalen Meisterschaften dann immer bessere Platzierungen. Bei der Europameisterschaft 2002 kam sie in der Gewichtsklasse bis 67 kg nach einer Niederlage im Halbfinale gegen Anita Schätzle auf den 5. Platz. Bei der Europameisterschaft 2003 in Riga kam sie in der Gewichtsklasse bis 72 kg, wieder nach einer Niederlage gegen Anita Schätzle auf den 4. Platz und belegte bei der Weltmeisterschaft 2003 in New York nach einer Niederlage gegen die vielfache japanische Weltmeisterin Kyoko Hamaguchi den gleichen Platz.
Im Jahre 2004 erreichte Stanka Slatewa Christowa bei der Europameisterschaft in Haparanda den 5. Platz. Bei den Olympischen Spielen in Athen verlor sie allerdings in der Gewichtsklasse bis 72 kg, in der sie ab diesem Zeitpunkt ausschließlich rang, gegen Kyoko Hamaguchi und gegen Toccara Montgomery aus den Vereinigten Staaten und kam nur auf den 12. Platz.
Im Jahre 2005 gewann sie dann bei der Europameisterschaft in Warna mit einem dritten Platz ihre erste Medaille bei einer internationalen Meisterschaft bei den Damen. Bei der Weltmeisterschaft dieses Jahres in Budapest kam sie auf den 5. Platz. Bei beiden Meisterschaften verlor sie dabei gegen Anita Schätzle. 
Ab dem Jahre 2006 begann dann für Stanka Slatewa Christowa eine einmalige Siegesserie. Sie gewann zwischen 2006 und 2011 bei allen dreizehn internationalen Meisterschaften, an denen sie in diesen Jahren teilnahm, eine Medaille. Dabei wurde sie fünfmal Weltmeisterin und fünfmal Europameisterin und gewann bei den Olympischen Spielen 2008 eine Silbermedaille. Ab 2006 verlor sie auch keinen Kampf gegen Anita Schätzle mehr. Die Anzahl der Weltklasseringerinnen, die sie in jenen Jahren besiegte, sind Legion. Die bekanntesten unter diesen neben Anita Schätzle sind: Swetlana Sajenko, Jelena Perepelkina, Wassilissa Marsaljuk, Kyoko Hamaguchi, Kristie Marano, Güzäl Mänürowa, Alena Starodubzewa, Ohenewa Akuffo, Jekaterina Bukina, Jenny Fransson, Ali Sue Bernard, Maja Gunvor Erlandsen und Agnieszka Wieszczek-Kordus. Besiegt wurde sie in jenen Jahren nur von Wang Jiao aus China im Finale der Olympischen Spiele 2008 in Peking. Eine Niederlage, die natürlich besonders weh tat. Dann von einer weiteren Chinesin, nämlich Xiaoqing Qin im Halbfinale der Weltmeisterschaft 2009 in Herning/Dänemark und schließlich von Kateryna Burmistrowa aus der Ukraine im Halbfinale der Europameisterschaft 2011 in Dortmund. Eine weitere Niederlage erlitt sie dann bei der Europameisterschaft 2012 in Belgrad gegen die junge Russin Natalja Worobjewa. Da diese das Finale verpasste, konnte Stanka Slatewa Christowa in der Trostrunde nicht weiterringen und belegte nur den 18. Platz. Das war die schlechteste Platzierung, die sie je bei einer internationalen Meisterschaft erzielte.
Bei den Olympischen Spielen 2012 in London gelang ihr dann wieder der Gewinn der Silbermedaille. Sie siegte dort über Wassilissa Marsaljuk aus Belarus, Laure Annabel Ali aus Kamerun und Maider Unda Gonzales de Audicana aus Spanien, unterlag aber im Finale wieder der Russin Natalja Worobjewa. 
Nach einer etwas längeren Pause unternahm Stanka Slatewa im April 2014 ein Comeback auf internationaler Ebene, das auch gelang, denn sie gewann bei der Europameisterschaft in Vantaa/Finnland in der neuen Gewichtsklasse bis 75 kg Körpergewicht mit Siegen über Ileana Denisa Mlacovei, Rumänien, Katerina Burmistrowa und Wassilissa Marsaljuk ihren sechsten Europameistertitel. Bei der Weltmeisterschaft 2014 in Taschkent siegte sie in ihrem ersten Kampf gegen Anshu Tomar aus Indien, verlor aber ihren nächsten Kampf gegen Otschirbatyn Burmaa knapp nach Punkten. Da diese das Finale nicht erreichte, schied sie aus und erreichte nur den 8. Platz.
Sie war auch noch 2015 bei internationalen Turnieren bzw. Meisterschaften am Start und siegte im April 2015 beim "Dan-Kolow" & "Nikola-Petrow"-Memorial in Sofia. Im Finale der Gewichtsklasse bis 75 kg siegte sie dabei über Yasemin Adar aus der Türkei. Im Juni 2015 startete sie bei den Europaspielen in Baku und verlor dort in ihrem ersten Kampf gegen eben diese Yasemin Adar. Sie schied damit aus und belegte nur den 12. Platz. Danach beendete sie ihre so erfolgreiche Laufbahn.
2006, 2007, 2008 und 2010 wurde Stanka Slatewa Christowa von der FILA zur Ringerin des Jahres gewählt.

## Internationale Erfolge
| Jahr | Platz  | Wettbewerbe                                        | Gewichtsklasse | Ergebnisse |
| 1999 | 7.     | Junioren-EM in Budapest                            | bis 63 kg      | Siegerin: Anita Schätzle, Deutschland vor Lotta Andersson, Schweden |
| 1999 | 2.     | Junioren-EM (Cadets) in Lodz                       | bis 65 kg      | hinter Jelena Perepelkina, Russland, vor Angelika Karlsson, Schweden |
| 2000 | 4.     | Junioren-EM in Sofia                               | bis 68 kg      | hinter Anita Schätzle, Natalja Gawrilowa, Russland und Heidi Josefin Skemark, Schweden |
| 2000 | 2.     | Junioren-EM (Cadets) in Bratislava                 | bis 65 kg      | hinter Darija Nasarowa, Russland, vor Oxana Schalikowa, Ukraine |
| 2001 | 11.    | EM in Budapest                                     | bis 68 kg      | nach Niederlagen gegen Lise Legrand, Frankreich und Lotta Andersson |
| 2001 | 9.     | Junioren-WM in Martigny/Schweiz                    | bis 68 kg      | Siegerin: Anita Schätzle vor Toccara Montgomery, USA |
| 2001 | 7.     | WM in Sofia                                        | bis 68 kg      | nach einer Niederlage gegen Anita Schätzle und einem Sieg über Norie Saito, Japan |
| 2002 | 3.     | Dave-Schultz-Memorial-Intern. in Colorado Springs  | bis 67 kg      | hinter Toccara Montgomery und Sihag Kiran, Indien |
| 2002 | 5.     | EM in Seinäjoki/Finnland                           | bis 67 kg      | nach einem Sieg über Heidi Hannele Martti, Finnland, Niederlagen gegen Anita Schätzle und Lise Legrand und einem Sieg über Nina Nilsen, Norwegen                                               |
| 2002 | 1.     | Junioren-EM in Tirana                              | bis 68 kg      | vor Katarzyna Jaworska, Polen und Julija Bartnowskaja, Russland |
| 2002 | 8.     | WM in Chalkida/Griechenland                        | bis 67 kg      | nach Niederlagen gegen Kristie Marano, USA und Shannon Samler, Kanada |
| 2003 | 4.     | EM in Riga                                         | bis 72 kg      | nach Siegen über Anna Schamowa, Russland und Kateryna Burmistrowa, Ukraine und Niederlagen gegen Anita Schätzle und Monika Kowalska, Polen                                                     |
| 2003 | 8.     | Austrian-Lady-Open in Götzis                       | bis 72 kg      | Siegerin: Anita Schätzle vor Nina Englich, beide Deutschland |
| 2003 | 2.     | Junioren-WM in Istanbul                            | bis 72 kg      | nach Siegen über Kaliraman Sonika, Indien, Yang Shu-Yin, Taipeh und Anna Wawrzycka, Polen und einer Niederlage gegen Li Yanfang, China                                                         |
| 2003 | 4.     | WM in New York                                     | bis 72 kg      | nach Siegen über Swetlana Jarosewitsch, Kasachstan, Fanny Gai, Frankreich und Jana Panowa, Kirgisistan und Niederlagen gegen Kyoko Hamaguchi, Japan und Wang Xu, China                         |
| 2004 | 6.     | FILA-Test-Turnier in Athen                         | bis 72 kg      | nach einer Niederlage gegen Toccara Montgomery, Siegen über Katarzyna Juszczak, Polen und Li Dan, China und einer Niederlage gegen Anita Schätzle                                              |
| 2004 | 5.     | EM in Haparanda                                    | bis 72 kg      | nach einer Niederlage gegen Güzäl Mänürowa, Russland, Siegen über Katarzyna Juszczak, Italien, Jenny Fransson, Schweden und Rila Soos, Ungarn und einer Niederlage gegen Anna Wawrzycka, Polen |
| 2004 | 2.     | Austrian-Lady-Open in Götzis                       | bis 72 kg      | hinter Christine Nordhagen, Kanada, vor Anita Schätzle und Ohenewa Akuffo, Kanada |
| 2004 | 12.    | OS in Athen                                        | bis 72 kg      | nach Niederlagen gegen Kyoko Hamaguchi und Toccara Montgomery |
| 2005 | 3.     | EM in Warna                                        | bis 72 kg      | nach Siegen über Marina Gastl, Österreich und Agnieszka Wieszczek-Kordus, Polen, einer Niederlage gegen Anita Schätzle und einem Sieg über Swetlana Sajenko, Ukraine                           |
| 2005 | 1.     | Austrian-Lady-Open in Götzis                       | bis 72 kg      | vor Marina Gastl und Rila Soos |
| 2005 | 5.     | WM in Budapest                                     | bis 72 kg      | nach einer Niederlage gegen Iris Smith, USA, einem Sieg über Agnieszka Wieszczek-Kordus und einer Niederlage gegen Anita Schätzle                                                              |
| 2006 | 1.     | "Dave-Schultz-Memorial Intern. in Colorado Springs | bis 72 kg      | vor Pamela Wilson, Kanada und Rosangela Conceisao, Brasilien |
| 2006 | 5.     | Klippan-Lady-Open                                  | bis 72 kg      | hinter Anna Wawrzycka, Anita Schätzle, Swetlana Sajenko und Jenny Fransson |
| 2006 | 1.     | EM in Moskau                                       | bis 72 kg      | nach Siegen über Anita Schätzle, Jenny Fransson, Maria Louisa Vryoni, Griechenland und Swetlana Sajenko                                                                                        |
| 2006 | 2.     | Golden-Grand-Prix in Baku                          | bis 72 kg      | hinter Anita Schätzle, vor Jenny Fransson |
| 2006 | 1.     | WM in Guangzhou                                    | bis 72 kg      | nach Siegen über Jelena Perepelkina, Maria Louisa Vryoni, Wassilissa Marsaljuk, Belarus und Kyoko Hamaguchi                                                                                    |
| 2007 | 1.     | EM in Sofia                                        | bis 72 kg      | nach Siegen über Anita Schätzle, Jenny Fransson, Güzäl Mänürowa und Swetlana Sajenko |
| 2007 | 1.     | Dan Kolow & Nikola Petrow-Memorial in Sofia        | bis 72 kg      | vor Otschirbatyn Burmaa, Mongolei und Karine Schadojan, Armenien |
| 2007 | 1.     | WM in Baku                                         | bis 72 kg      | nach Siegen über Sheharezade Bentorki, Frankreich, Kyoko Hamaguchi, Olga Schamibekowa, Kasachstan, Wang Xu, China und Kristie Marano (Davis), USA                                              |
| 2008 | 1.     | Dave-Schultz-Memorial Intern. in Colorado Springs  | bis 72 kg      | vor Stephany Lee und Ali Sue Bernard, beide USA und Anita Schätzle |
| 2008 | 1.     | Klippan-Lady-Open                                  | bis 72 kg      | vor Anna Wawrzycka u. Agnieszka Wieszczek-Kordus |
| 2008 | 1.     | EM in Tampere                                      | bis 72 kg      | nach Siegen über Marina Gastl, Maria Louisa Vryoni, Jenny Fransson und Güzäl Mänürowa |
| 2008 | Silber | OS in Peking                                       | bis 72 kg      | nach Siegen über Ohenewa Akuffo und Agnieszka Wieszczek-Kordus und einer Niederlage gegen Wang Jiao, China                                                                                     |
| 2008 | 1.     | WM in Tokio                                        | bis 72 kg      | nach Siegen über Elena Diana Mudrag, Rumänien, Ohenewa Akuffo, Alena Starodubzewa, Russland und Yan Hong, China                                                                                |
| 2009 | 2.     | Golden-Grand-Prix in Krasnojarsk                   | bis 72 kg      | hinter Alena Starodubzewa, vor Jelena Perepelkina |
| 2009 | 1.     | Dan Kolow & Nikola Petrow-Memorial in Warna        | bis 72 kg      | vor Otschirbatyn Burmaa u. Laure Ali Annabel, Kamerun |
| 2009 | 1.     | EM in Vilnius                                      | bis 72 kg      | nach Siegen über Emma Weberg, Schweden, Agnieszka Wieszczek-Kordus und Alena Starodubzewa |
| 2009 | 1.     | Golden-Grand-Prix in Baku                          | bis 72 kg      | vor Jenny Fransson, Güzäl Mänürowa und Ohenewa Akuffo |
| 2009 | 3.     | WM in Herning/Dänemark                             | bis 72 kg      | nach Siegen über Ali Sue Bernard und Ohenewa Akuffo, einer Niederlage gegen Xiaoqing Qin, China und Siegen über Dina Iwanowa, Aserbaidschan und Swetlana Sajenko                               |
| 2010 | 3.     | Golden-Grand-Prix in Krasnojarsk                   | bis 72 kg      | hinter Jekaterina Bukina, Russland und Laure Ali Annabel |
| 2010 | 1.     | Dan Kolow & Nikola Petrow-Memorial in Burgas       | bis 72 kg      | vor Otschirbatyn Burmaa und Roxana Camelia Iancolovici, Rumänien |
| 2010 | 1.     | EM in Baku                                         | bis 72 kg      | nach Siegen über Swetlana Sajenko, Emma Weberg und Jekaterina Bukina |
| 2010 | 1.     | Golden-Grand-Prix in Baku                          | bis 72 kg      | vor Güzäl Mänürowa, Kasachstan, Laure Ali Annabel und Jenny Fransson |
| 2010 | 1.     | WM in Moskau                                       | bis 72 kg      | nach Siegen über Sheherazade Bentorki, Jekaterina Bukina, Jenny Fransson und Ohenewa Akuffo |
| 2011 | 1.     | "Yasar-Dogu"-Memorial in Istanbul                  | bis 72 kg      | vor Jenny Fransson und Epp Mae, Estland |
| 2011 | 1.     | Dan Kolow & Nikola Petrow-Memorial in Burgas       | bis 72 kg      | vpr Ana Maria Otovs, Rumänien und Iris Smith |
| 2011 | 3.     | EM in Dortmund                                     | bis 72 kg      | nach Siegen über Jenny Fransson und Jekaterina Bukina, einer Niederlage gegen Kateryna Burmistrowa und einem Sieg über Cynthia Vanessa Vescan, Frankreich                                      |
| 2011 | 1.     | Intern. Ukr. Turnier in Kiew                       | bis 72 kg      | vor Leah Callahan, Kanada, Kateryna Burmistrowa und Karine Schadojan, Armenien |
| 2011 | 1.     | Poland-Open in Tarnowa Podgorne                    | bis 72 kg      | vor Jekaterina Bukina, Ali Sue Bernard und Aline da Silva Ferreira, Brasilien |
| 2011 | 1.     | WM in Istanbul                                     | bis 72 kg      | nach Siegen über Agnieszka Wieszczek-Kordus, Güzäl Mänürowa, Maja Gunvor Erlandsen, Norwegen, Ali Sue Bernard und Jekaterina Bukina                                                            |
| 2011 | 2.     | FILA-Test-Turnier in London                        | bis 72 kg      | hinter Jelena Bukina, vor Laure Ali Annabel und Jenny Fransson |
| 2012 | 1.     | Golden-Grand-Prix in Krasnojarsk                   | bis 72 kg      | vor Otschirbatyn Burmaa, Natalja Worobjewa u. Alena Starodubzewa, beide Russland |
| 2012 | 1.     | Dan Kolow & Nikola Petrow-Memorial in Burgas       | bis 72 kg      | vor Jenny Fransson, Marina Gastl und Maider Unda González de Audicana, Spanien |
| 2012 | 1.     | "Yasar-Dogu"-Memorial in Istanbul                  | bis 72 kg      | vor Natalja Palmarchuk, Aserbaidschan und Yasemin Adan, Türkei |
| 2012 | 18.    | EM in Belgrad                                      | bis 72 kg      | nach einer Niederlage gegen Natalja Worobjewa |
| 2012 | Silber | OS in London                                       | bis 72 kg      | nach Siegen über Wassilissa Marsaljuk, Belarus, Laure Ali Annabel und Maider Unda Gonzales de Audicana, Spanien und einer Niederlage gegen Natalja Worobjewa                                   |
| 2014 | 1.     | EM in Vantaa/Finnland                              | bis 75 kg      | nach Siegen über Ileana Denisa Macovei, Rumänien, Katerina Burmistrowa und Wassilissa Marsaljuk                                                                                                |
| 2014 | 3.     | Golden-Grand-Prix in Baku                          | bis 75 kg      | hinter Hiroe Suzuki, Japan und Adeline Gray, USA |
| 2014 | 8.     | WM in Taschkent                                    | bis 75 kg      | nach einem Sieg über Anshu Tomar, Indien und einer Niederlage gegen Otschirbatyn Burmaa, Mongolei                                                                                              |
| 2015 | 11.    | Klippan-Lady-Open                                  | bis 75 kg      | Siegerin: Erica Wiebe, Kanada vor Zhang Fengliu, China |
| 2015 | 1.     | "Dan-Kolow" & "Nikola-Petrow"-Memorial in Sofia    | bis 75 kg      | vor Yasemin Adar, Türkei, Nadia Antou, Ägypten und Maria Selmaier, Deutschland\|} |
| 2015 | 12.    | Europaspiele in Baku                               | bis 75 kg      | nach einer Niederlage gegen Yasemin Adar |

Erläuterungen
- alle Wettbewerbe im freien Stil
- OS = Olympische Spiele, WM = Weltmeisterschaft, EM = Europameisterschaft
- Altersgruppe "Cadets" bis zum 17. Lebensjahr, "Juniors" bis zum 20. Lebensjahr